# Aeroportul Redenção
Aeroportul Redenção (IATA: RDC, ICAO: SNDC) este un aeroport din Redenção⁠(d), Pará, Brazilia ce deservește zona Redenção⁠(d). Aeroportul a fost tranzitat în 2020 de 2 pasageri. A fost numit după zona deservită.
Situat la o altitudine de 207 m, aeroportul dispune de 1 pistă.

## Infrastructură

### Piste
Aeroportul dispune de o singură pistă. Pista 6/24 are suprafața de asfalt și dimensiunile 960 m × 30 m. 